# Synkretismus (Linguistik)
Synkretismus ist das Zusammenfallen von Beugungsformen, im Deutschen beispielsweise dieselbe Endung bei verschiedenen Kasus. 
Morphologisch ausgedrückt sind Synkretismen Marker mit identischer Form, die unterschiedliche Werte eines Merkmales ausdrücken. Man unterscheidet zwischen innerparadigmatischen und transparadigmatischen Synkretismen, wobei innerparadigmatische Synkretismen innerhalb eines Flexionsaffix auftreten, während transparadigmatische Synkretismen in verschiedenen Paradigmen auftreten, wie z. B. das deutsche Suffix -en einerseits bei flektierten Adjektiven (vergleiche folgendes Beispiel), andererseits bei infiniten Verbformen wie „geh-en“. Im Folgenden beschränken wir uns auf innerparadigmatische Synkretismen.

## Beispiele

### Schwache Adjektivflexion im Deutschen
Dieses Paradigma tritt auf, wenn das Adjektiv nach dem bestimmten Artikel steht, z. B. der gut-e Wein, des gut-en Weines, der gut-en Frauen usw. (Zur Flexion des deutschen Adjektivs insgesamt siehe unter Deutsche Deklination#Regeln für die Bildung der Deklinationsformen).
| Kasus | Mask Sg | Neut Sg | Fem Sg | Plural |
| ----- | ------- | ------- | ------ | ------ |
| Nom   | -e      | -e      | -e     | -en    |
| Akk   | -en     | -e      | -e     | -en    |
| Dat   | -en     | -en     | -en    | -en    |
| Gen   | -en     | -en     | -en    | -en    |

Dieses Paradigma hat also zwei Synkretismen: -e und -en.

### Schwache Nominalflexion des Isländischen
| Num. | Kasus | Mask          | Neut        | Fem        |
| Num. | Kasus | penn- 'Feder' | aug- 'Auge' | húf- 'Hut' |
| ---- | ----- | ------------- | ----------- | ---------- |
| Sg.  | Nom   | -i            | -a          | -a         |
| Sg.  | Akk   | -a            | -a          | -u         |
| Sg.  | Dat   | -a            | -a          | -u         |
| Sg.  | Gen   | -a            | -a          | -u         |
| Pl.  | Nom   | -ar           | -u          | -ur        |
| Pl.  | Akk   | -a            | -u          | -ur        |
| Pl.  | Dat   | -um           | -um         | -um        |
| Pl.  | Gen   | -a            | -n-a        | -a         |

In diesem Paradigma tauchen sechs Synkretismen auf: -i, –a, –u, –ar, –ur, –um (wobei das –n– im [Gen Pl Neut] von aug- hier wortspezifisch ist).

## Anwendung
In der Linguistik geht man davon aus, dass bestimmte Synkretismen kein Zufall sind, dementsprechend wurde das so genannte Synkretismusprinzip formuliert:

„Identität der Form impliziert Identität der Funktion“

Das heißt, dass zwei Morpheme innerhalb eines Paradigmas mit übereinstimmender Form (sie sind also Synkretismen) auch ähnliche Merkmale kodieren (können – das Synkretismusprinzip ist kein fundamentales Prinzip der Linguistik, sondern vielmehr Grundlage für eine Möglichkeit der Analyse von Synkretismen).

### Unterspezifikation
Um beispielsweise die schwache Adjektivflexion im Deutschen zu beschreiben, macht man vom Synkretismusprinzip Gebrauch: Die Tabelle oben zeigt, dass die Endung -e in allen Nominativ-Singular-Genera und im Neutrum/Femininum des Akkusativ-Singular vorkommt, in allen übrigen Fällen ist das Flexionsaffix -en. Geht man nun davon aus, dass Merkmale wie Genus, Numerus und Kasus weiter abstrahiert werden können:
| Femininum  | → | [+fem −mask] |
| Maskulinum | → | [−fem +mask] |
| Neutrum    | → | [−fem −mask] |
| Singular   | → | [+sgl]       |
| Plural     | → | [−sgl]       |
| Nominativ  | → | [−a −b]      |
| Akkusativ  | → | [+a −b]      |
| Genitiv    | → | [−a +b]      |
| Dativ      | → | [+a +b]      |

 wobei ±sgl, ±mask, ±fem, ±a und ±b abstrakte Subkategorien (sog. „disktinktive Merkmale“) der kodierten Merkmale der Adjektivflexion sind. Den Vorgang, Merkmale in Subkategorien zu unterteilen, nennt man Dekomposition. Anm.: Die Bedeutung der Subkategorien ±a und ±b ist dabei erst einmal unerheblich.
Mittels dieser Annahmen lässt sich nun mit relativ wenig Aufwand die exakte Verteilung der Synkretismen dieses Paradigmas zuordnen:
| –en{\displaystyle _{2}} | → | [+mask, +a, −b] |
| –e                      | → | [+sgl, −b]      |
| –en{\displaystyle _{1}} | → | []              |

Dass die Suffixe hier nur 3, 2 bzw. keine Merkmale tragen, nennt man Unterspezifikation, das heißt, es sind nur die Merkmale markiert, die maximal nötig sind, um ein Suffix eindeutig zu identifizieren. Trägt nun ein Adjektivstamm, z. B. schön- die Merkmale [plural, fem, genitiv], werden diese zunächst dekomponiert ([−sgl, −mask +fem, −a, +b]) und anschließend mit den möglichen zur Verfügung stehenden Endungen abgeglichen, es wird also das Affix ausgewählt, dessen Merkmalmenge eine Teilmenge der Merkmalmenge des Stammes sind („Teilmengenprinzip“). In diesem Falle trifft keine der spezifischen Endungen -en2 bzw. -e zu, deshalb wird der sogenannte „Defaultmarker“, das wäre der, für den keine spezifischen Merkmale kodiert sind, in diesem Falle -en1, zugeordnet. Sollte nun ein Affix auf zwei Endungen „passen“ (z. B. ein Stamm mit den Merkmalen [akk, sgl, mask] bzw. [+sgl, +a −b, +mask -fem], wobei sowohl die Merkmale von -e als auch von -en2 Teilmenge der Merkmale des Stammes sind), wird das spezifischere gewählt. Spezifischer ist dann derjenige Marker, welcher mehr Merkmale kodiert hat als alle anderen in Betracht kommenden Marker, in diesem Falle -en2.
Die aktuelle Forschung auf dem Gebiet der distribuierten Morphologie versucht Wege aufzufinden, die mit maximal so vielen Regeln auskommt, wie es Synkretismen innerhalb eines Paradigmas gibt. Dabei stellen nicht-rechteckige Synkretismusfelder, wie das von -e in der schwachen Adjektivflexion, ein Problem dar. Mit unterspezifizierten Merkmalmengen kann man nämlich immer nur rechteckige Bereiche abdecken. Deshalb ist es in diesem Fall nicht möglich, die zwei Synkretismusfelder mit weniger als drei Regeln korrekt zu beschreiben. Verwendet man jedoch mehrere Regeln für ein Synkretismusfeld, so hat man eine relevante Generalisierung der betreffenden Sprache nicht erfasst.

### Implikativer Paradigmenaufbau
Diese Theorie beruht auf der Beobachtung, dass z. B. der Akkusativ meist dieselben Formen aufweist wie der Nominativ und der Dativ dem Genitiv folgt. Dies wird durch die Zuweisungen
| AKK    | := | NOM  |
| DAT    | := | GEN  |
| NEUTR  | := | MASK |
| PLURAL | := | FEM  |

ausgedrückt (Der Plural wird hier als „viertes Genus“ verstanden). Wenn nun einer Merkmalmenge ein Exponent zugeordnet wird, z. B. für die starke Adjektivflexion [MASK, NOM] := -er, ergeben sich daraus weitere Zuweisungen: Wegen NEUTR := MASK, gilt auch [NEUTR, NOM] := -er und wegen AKK := NOM gelten auch [MASK, AKK] := -er und [NEUTR, AKK] := -er. Falsch vorausgesagte Exponenten müssen durch spezifischere Regeln korrigiert werden. Leider kommt auch diese Theorie nicht mit weniger Regeln aus als die obige.

## Ziel
Ziel des Ganzen ist es, mit möglichst wenig kodierten Merkmalen ein Paradigma so exakt wie möglich zu beschreiben. Es soll möglich sein, die im mentalen Lexikon gespeicherten Informationen auf ein Minimum zu reduzieren, was einen optimalen Zugriff auf im Kopf gespeicherte Informationen ermöglicht.